# Патролне шапе: Филм
Патролне шапе: Филм (енгл. PAW Patrol: The Movie) канадски је рачунарски-анимирани авантуристичко-хумористички филм из 2021. године редитеља Кала Брункера, темељен на телевизијској серији Патролне шапе творца Кита Чапмана. Филм ће пратити Рајдера и младунце који су позвани у Авантура Сити како би зауставили градоначелника Хамдингера да прометну метрополу претвори у стање хаоса.
Филм је биоскопски издат 9. августа 2021. године у Уједињеном Краљевству. Paramount Pictures дистрибуира филм од 20. августа 2021. године у Сједињеним Државама, и биоскопски и дигитално преко Paramount+-а. Филм је биоскопски издат 19. августа 2021. године у Србији, дистрибутера Taramount Film-а. Српску синхронизацију радио је студио Соло.

## Радња
Рајдер и младунци позвани су у Авантура Сити како би зауставили градоначелника Хамдингера да прометну метрополу претвори у стање хаоса.

## Улоге
- Ијан Армитиџ као Чејс
- Марсај Мартин као Либерти
- Вил Брисбин
- Дакс Шепард
- Тајлер Пери
- Џими Кимел
- Јара Шахиди
- Рандал Парк
- Ким Кардашијан као Делорес

## Објава
Током конференцијског позива за зараду Spin Master-а за први квартал 2019. године, потврђено је да је анимирани биоскопски филм базиран на серији „у припреми” са августом 2021. као датумом биоскопског објављивања. Дана 24. априла 2020. најављено је да ће биоскопско издање филма бити 20. августа 2021. Филм ће моћи да се емитује на Paramount+-у 45 дана након објављивања у биоскопима.